# طعانه
طعانه (به عربی: طعانة) یک روستا در سوریه است که در ناحیه اخترین واقع شده‌است. طعانه ۱٬۰۶۲ نفر جمعیت دارد.